# Pastora desnuda tumbada
Pastora desnuda tumbada (francés: Bergère nue Couchée) es una pintura de 1891 de la pintora impresionista Berthe Morisot. Muestra a una joven desnuda, descrita por la artista como una pastora, tumbada en la orilla de un cuerpo de agua y sosteniéndose la cabeza con la mano izquierda. Es propiedad de la coleccionista de arte española Carmen Thyssen-Bornemisza y ahora está cedido en el Museo Thyssen-Bornemisza de Madrid.

## Descripción
El cuadro tiene un formato apaisado de 57,5×86,4 cm. Está pintado en técnica de óleo sobre lienzo. Lleva el número de inventario CTB.2000.9 (CTB = Carmen Thyssen-Bornemisza) del Museo Thyssen-Bornemisza.
En este cuadro, la joven representada pierde la especificidad de pastora o cabrera; sólo el cuerpo humano, desnudo al aire libre, despreocupadamente relajado y apoyando la barbilla en la mano izquierda, es el tema de este cuadro, que a su vez hace referencia a su maestro Corot.Morisot pinta las briznas de hierba aplastadas por el cuerpo en primer plano con largas pinceladas de colores verde, ocre, marrón y casi blanco en una mancha de luz solar en el borde inferior del cuadro. En cambio, para las flores y las pequeñas hojas que acentúan los contornos de la espalda y la cabeza de la mujer, utiliza pinceladas cortas y toques en contrastes de color más fuertes que van del verde oscuro al amarillo y el azul. El rostro de la muchacha está representado de perfil y muestra una nariz pequeña, mejillas llenas y labios rojos, así como un fuerte contraste entre el pañuelo de seda amarillo de la cabeza y las pestañas negras de los ojos cerrados. Un mechón de pelo que sobresale bajo el pañuelo, a la derecha del cuello, indica que la niña es morena. Las pestañas son los únicos lugares de este cuadro en los que la pintora utiliza el negro puro, con excepción de algunos toques de color en la otra orilla del agua, que perfilan una planta. 

## Historia
A diferencia de sus colegas masculinos de la época, Berthe Morisot rara vez pintaba personas desnudas, y lo hacía sin ningún tipo de voyerismo o reducción de la mujer a un mero objeto de sexualidad y arte, en total consonancia con la opinión de Charles Baudelaire de que las mujeres desnudas sólo debían representarse en el arte de manera realista. Una de las personas que pintó es la joven aquí representada del pueblo de Mézy-sur-Seine, donde Morisot vivió con su familia en una casa de verano en los cálidos meses de 1890 y 1891 y pintó a varios niños del pueblo. La casa tenía un huerto y la terraza ofrecía vistas al valle del Sena. Este idílico entorno rural inspiró a la pintora y le dio ganas de probar algo nuevo. Aunque tuvo que ocuparse de su hija Julie y cuidar de su marido enfermo Eugène Manet, hermano del pintor Édouard Manet, ésta iba a ser la mejor época de su desarrollo artístico. Por primera vez en su vida, dispone de su propio estudio, instalado en la casa de Mézy. Además de varios dibujos de niños del pueblo, también pintó un joven cuerpo femenino tumbado en la hierba con una cabra de pie a su lado. Una joven, Gabrièlle Dufous, aceptó posar como modelo para varias obras de la artista, pero en este desnudo pidió que le ocultaran el pelo con un pañuelo amarillo. Los contornos del cuerpo y sus formas están acentuados por un dibujo de alto contraste, lo que sugiere que Morisot se refiere aquí a las representaciones de mujeres desnudas pintadas por Auguste Renoir. Renoir visitó a Morisot en Mézy en 1890 y 1891, pero ella encontró su propio estilo durante esta época. 

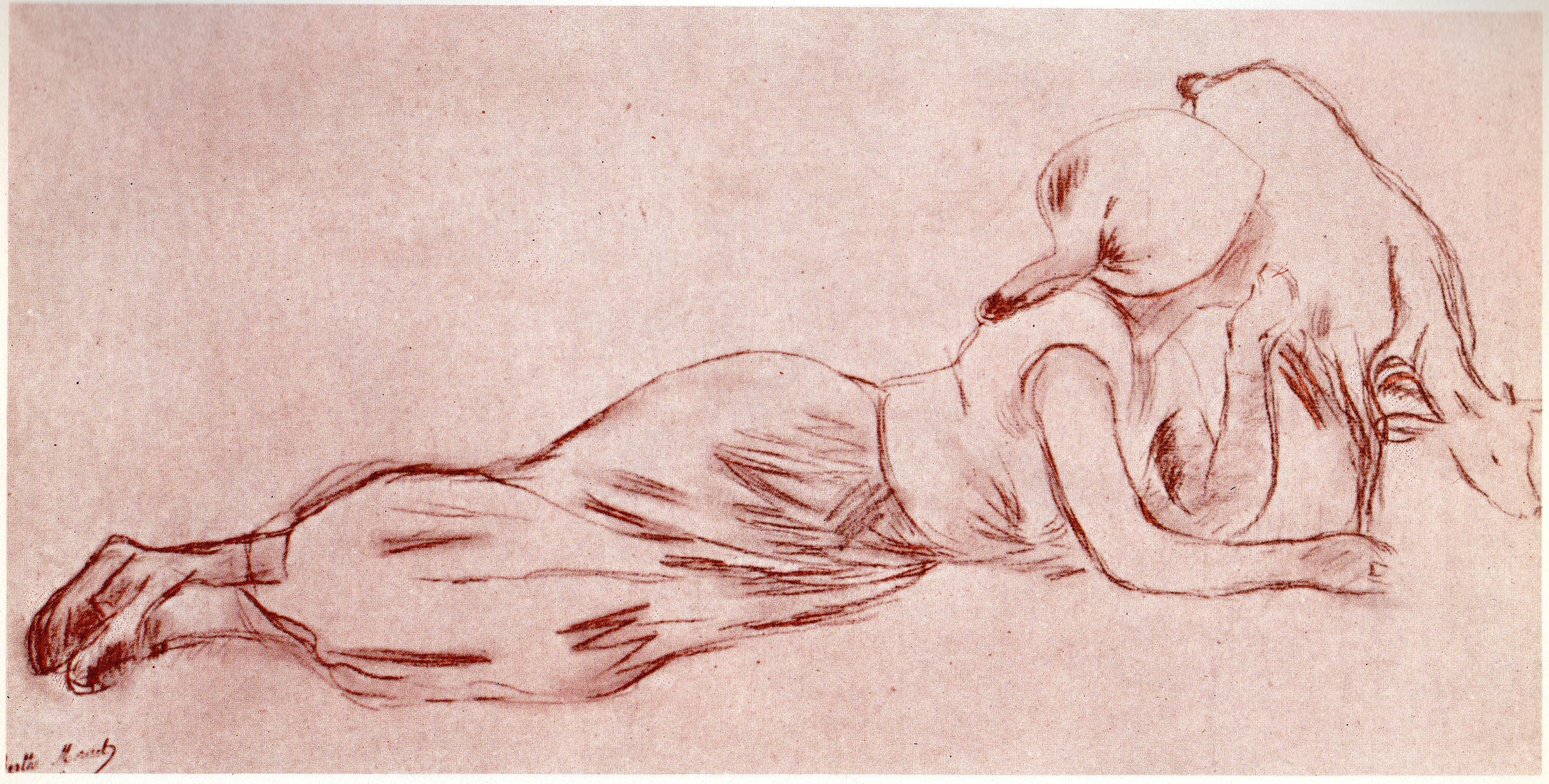
Dibujo con tiza roja como estudio, 1891

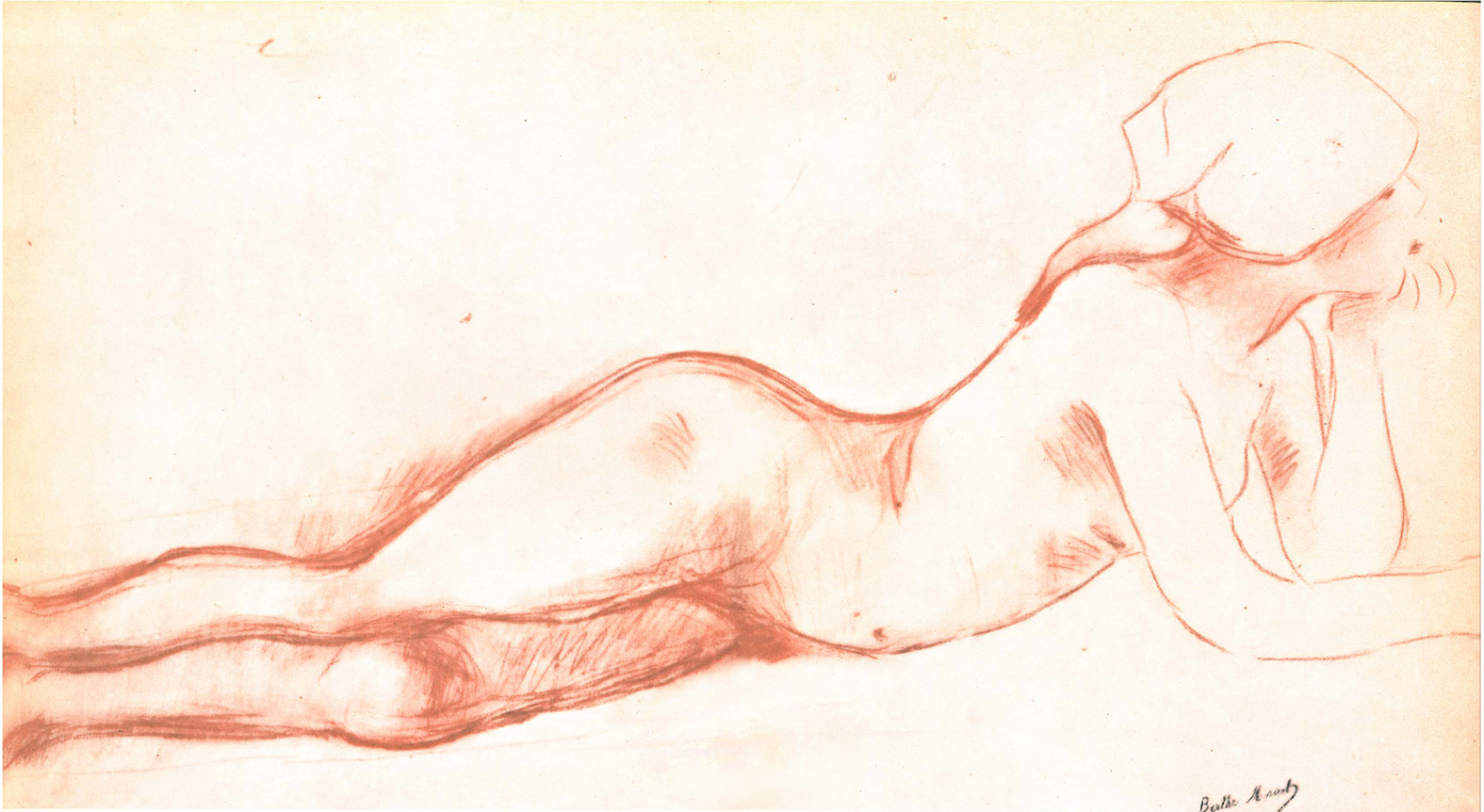
el mismo motivo que un estudio de desnudo, 1891

Hay varios dibujos que muestran a Gabrielle Dufous, algunos de ellos ejecutados como estudios con tiza roja. Dos de ellos la representan en la misma posición como figura reclinada, como pastora vestida con una cabra pastando a su lado y, como estudio preliminar directo para este cuadro, desnuda reclinada.
El 27 de noviembre de 1997, la casa de subastas parisina Hôtel Drouot subastó el cuadro procedente de la finca de Thérèse Rouart, viuda de Julien Rouart, último nieto de Berthe Morisot. La Colección Carmen Thyssen-Bornemisza resultó adjudicataria del contrato.